# Campbellsport
Campbellsport és una població dels Estats Units a l'estat de Wisconsin. Segons el cens del 2000 tenia 1.913 habitants.

## Demografia
Segons el cens del 2000, Campbellsport tenia 1.913 habitants, 710 habitatges, i 474 famílies. La densitat de població era de 631,3 habitants per km².
Dels 710 habitatges en un 32,5% hi vivien nens de menys de 18 anys, en un 54,9% hi vivien parelles casades, en un 8,9% dones solteres, i en un 33,1% no eren unitats familiars. En el 26,9% dels habitatges hi vivien persones soles el 12% de les quals corresponia a persones de 65 anys o més que vivien soles. El nombre mitjà de persones vivint en cada habitatge era de 2,53 i el nombre mitjà de persones que vivien en cada família era de 2,99.
Per edats la població es repartia de la següent manera: un 22,4% tenia menys de 18 anys, un 8,5% entre 18 i 24, un 29,7% entre 25 i 44, un 16,4% de 45 a 60 i un 22,9% 65 anys o més.
L'edat mediana era de 38 anys. Per cada 100 dones de 18 o més anys hi havia 74,1 homes.
La renda mediana per habitatge era de 44.740 $ i la renda mediana per família de 53.833 $. Els homes tenien una renda mediana de 35.897 $ mentre que les dones 22.652 $. La renda per capita de la població era de 18.622 $. Aproximadament el 2,3% de les famílies i el 7,8% de la població estaven per davall del llindar de pobresa.

## Poblacions més properes
El següent diagrama mostra les poblacions més properes.